# Rinorea aylmeri
Rinorea aylmeri är en violväxtart som beskrevs av Thomas Ford Chipp. Rinorea aylmeri ingår i släktet Rinorea och familjen violväxter. Inga underarter finns listade i Catalogue of Life.